# Matteo Vinzoni
Matteo Vinzoni (Levanto, 6 dicembre 1690 – Levanto, 1773) è stato un cartografo italiano.

## Biografia

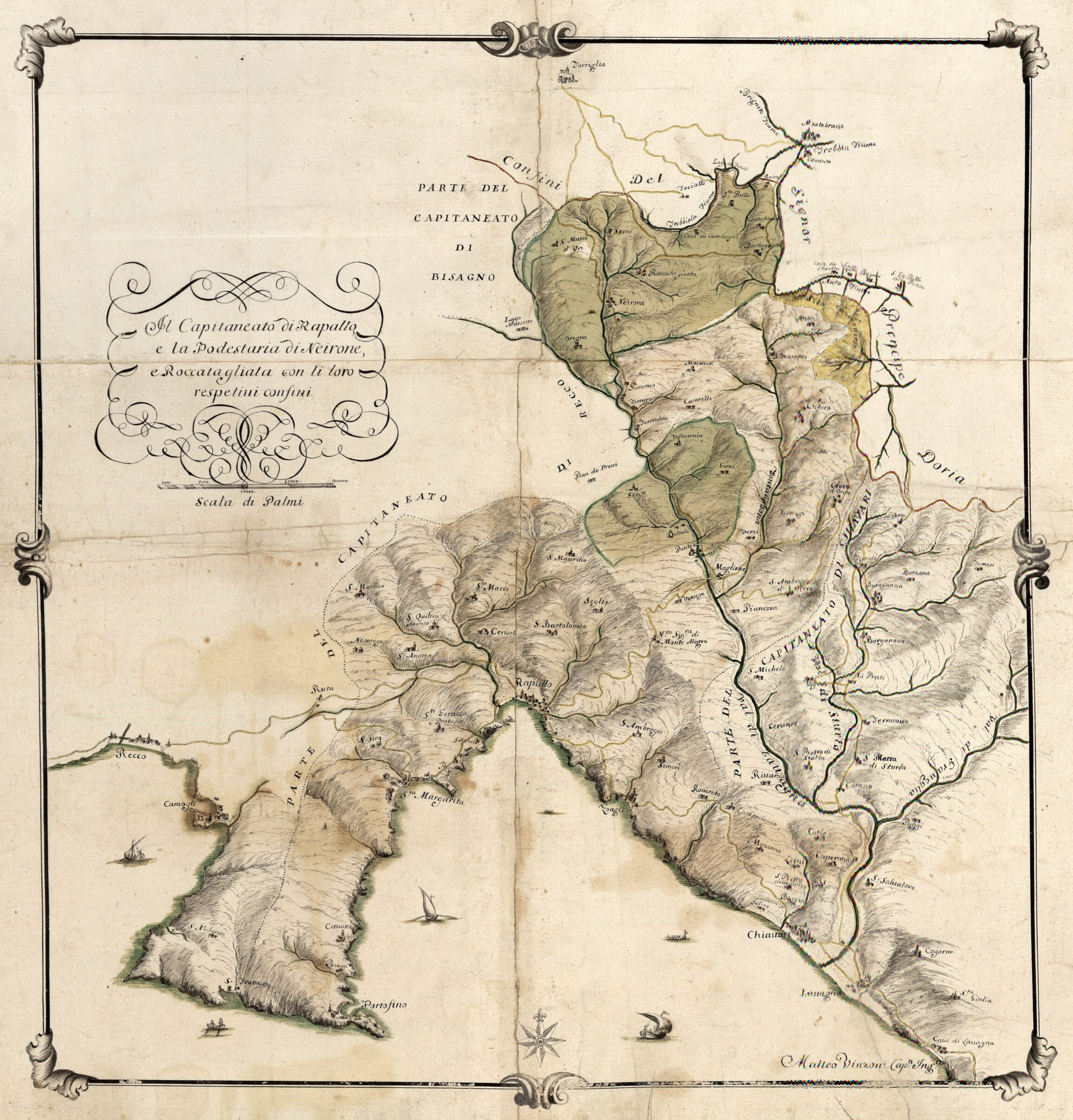
Mappa del Capitaneato di Rapallo e della Podesteria di Roccatagliata e Neirone, redatta dal Vinzoni nel 1725.

Nativo di Levanto, da sempre parte della Repubblica di Genova della quale fu anche "Capitaneato" del Levante e con la quale condivise la sorte fino a Congresso di Vienna ed oggi in provincia della Spezia, seguì già nell'adolescenza le attività artistiche del padre Panfilio Vinzoni, quest'ultimo affermato cartografo e topografo della Repubblica di Genova nel XVII secolo. Insieme collaborarono nella realizzazione di pregiate mappe geografiche e topografiche per la repubblica genovese, grazie anche ai numerosi studi sulla geografia e geologia del territorio che il figlio Matteo preferiva svolgere prima di elaborare una mappa su una determinata area.
Proprio questa sua particolarità di recarsi in loco e quindi approfondirne tutti gli aspetti geografici, contribuì alla fama di Matteo Vinzoni che divenne cartografo ufficiale della Repubblica di Genova nonché servitore-funzionario dello stesso stato genovese; lo spontaneo servizio che prestò al governo ligure non fu però, secondo alcune fonti, ricambiato con adeguate ricompense economiche dal senato genovese.
La sua arte e capacità nel riprodurre fedelmente e rendere molto efficacemente le varie caratteristiche dei territori, è considerata dagli storici come innovativa per l'epoca e alla base della cartografia moderna. Realizzò per la repubblica un'importante raccolta cartografica, l'Atlante dei Domini della Serenissima Repubblica di Genova e Terraferma, per la quale si valse della collaborazione del figlio Panfilo. Nell'atlante sono raccolte quarantaquattro mappe sui territori dominati dalla Superba, dalla Contea di Nizza a Sarzana, elaborando cartografie accurate sui vari borghi e paesi della Liguria, della Costa Azzurra, del Basso Piemonte, della Lunigiana e dei vari marchesati e principati inglobati nel territorio ligure. L'atlante è diviso in due volumi, Riviera ligure di ponente e Riviera ligure di levante, e fu presentato al Senato di Genova il 2 agosto del 1773; pochi giorni dopo Matteo Vinzoni morirà a Levanto lasciando in eredità un importante patrimonio culturale della repubblica genovese del XVIII secolo.
Ancora oggi numerose sono le testimonianze visive dei suoi lavori negli archivi storici di Genova e dei vari comuni liguri.
Le cartografie settecentesche colpiscono per la cura e i dettagli che Matteo Vinzoni solitamente aggiungeva nella realizzazione grafica, disegnate dapprima a matita e in seguito colorate e ricalcate ad acquerello, usando come scala per la lettura la misurazione a palmi; nelle varie mappe frequenti sono le raffigurazioni della rosa dei venti o personali elaborati artistici dei vari toponimi e simboli del territorio. Le mappe sono inoltre di facile comprensione e con una buona precisione sulle distanze o sulle planimetrie.

## Galleria d'immagini

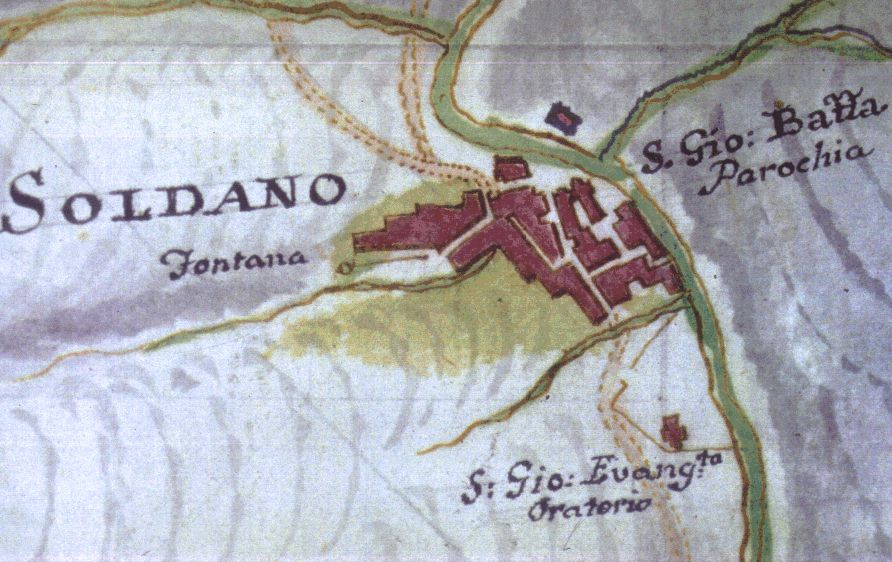
Soldano (1754)
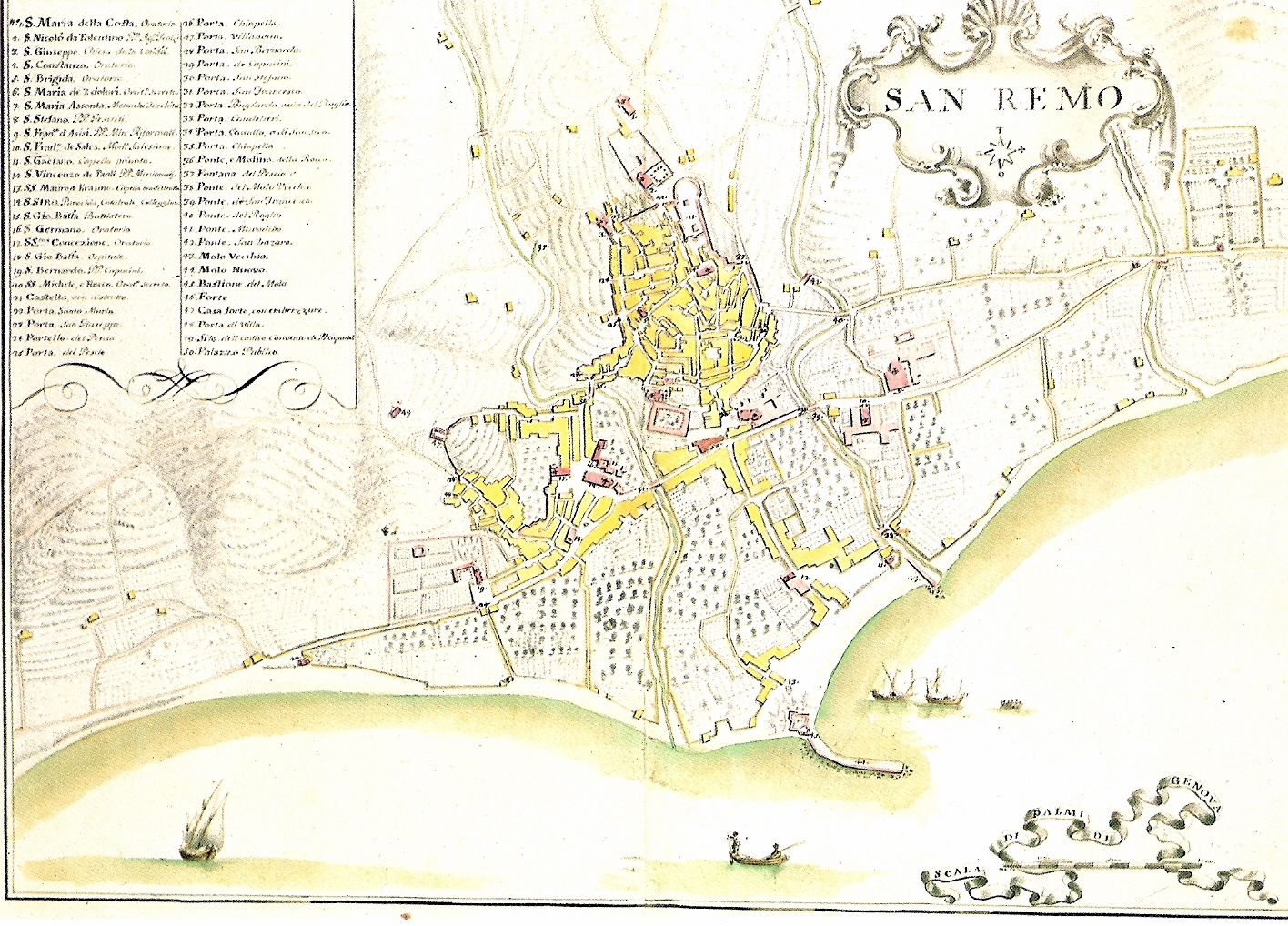
Sanremo (1773)
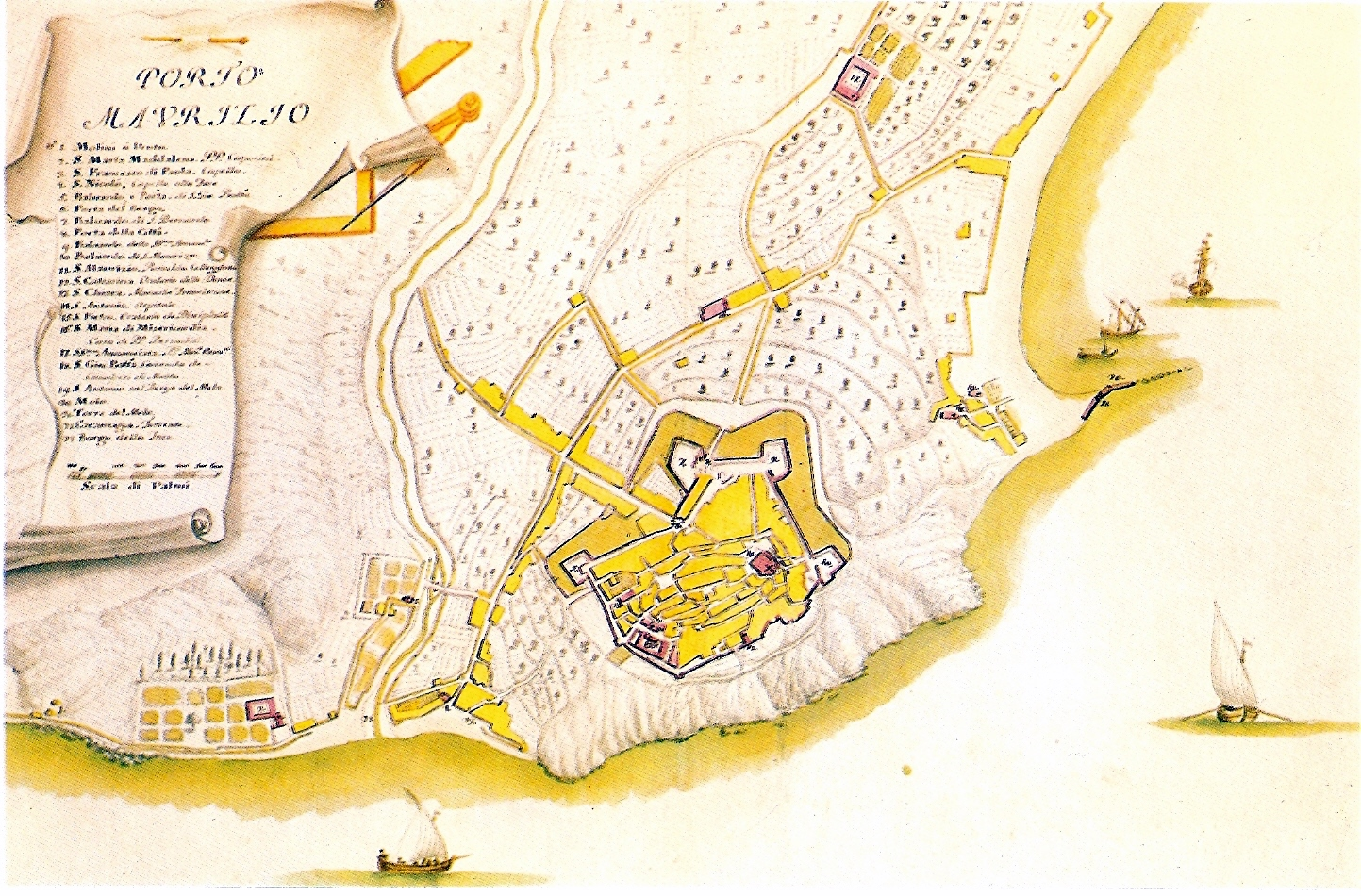
Porto Maurizio (1773)
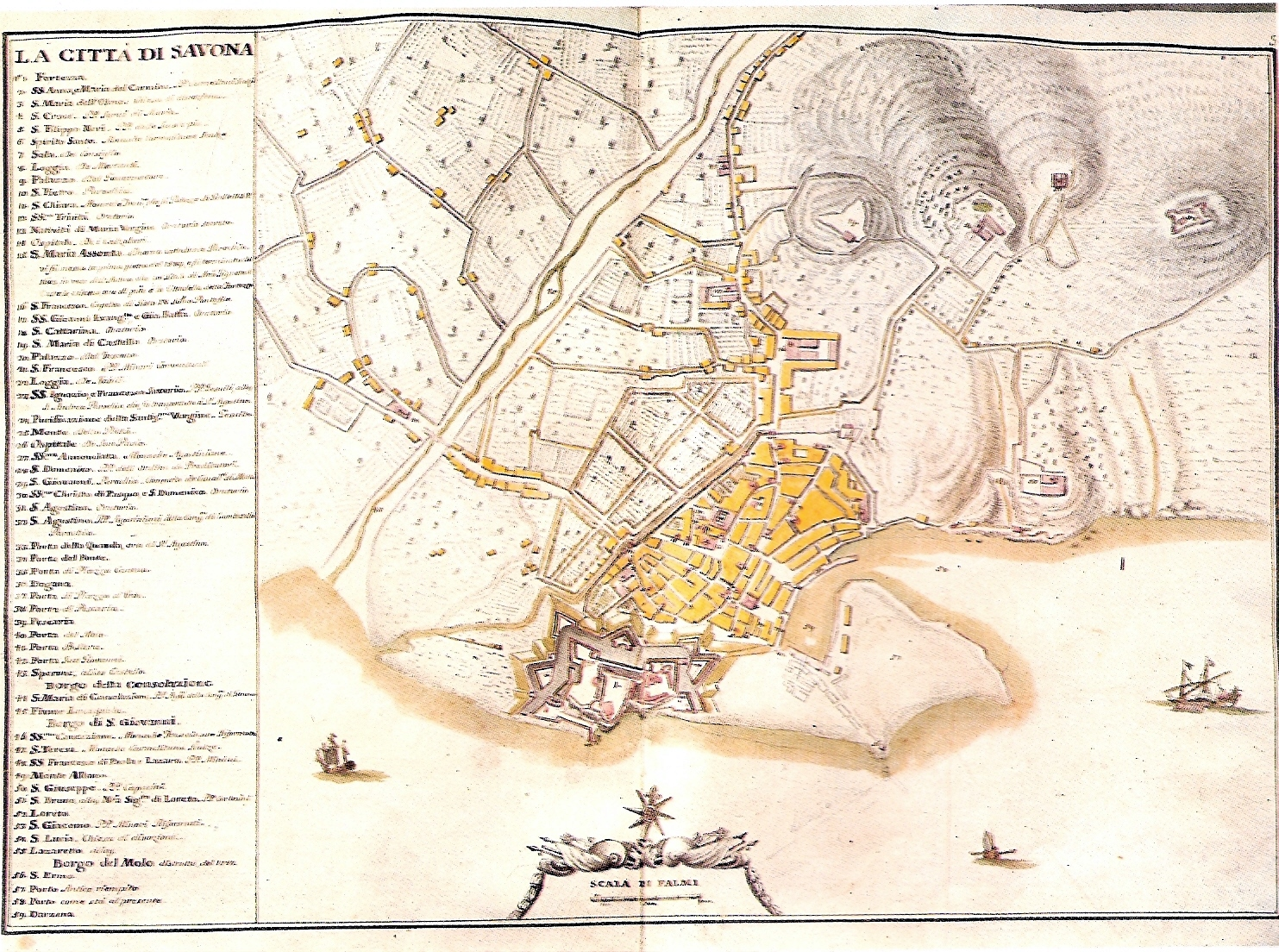
Savona e la fortezza del Priamar (1773)
Le podesterie di Roccatagliata e Neirone (1725)
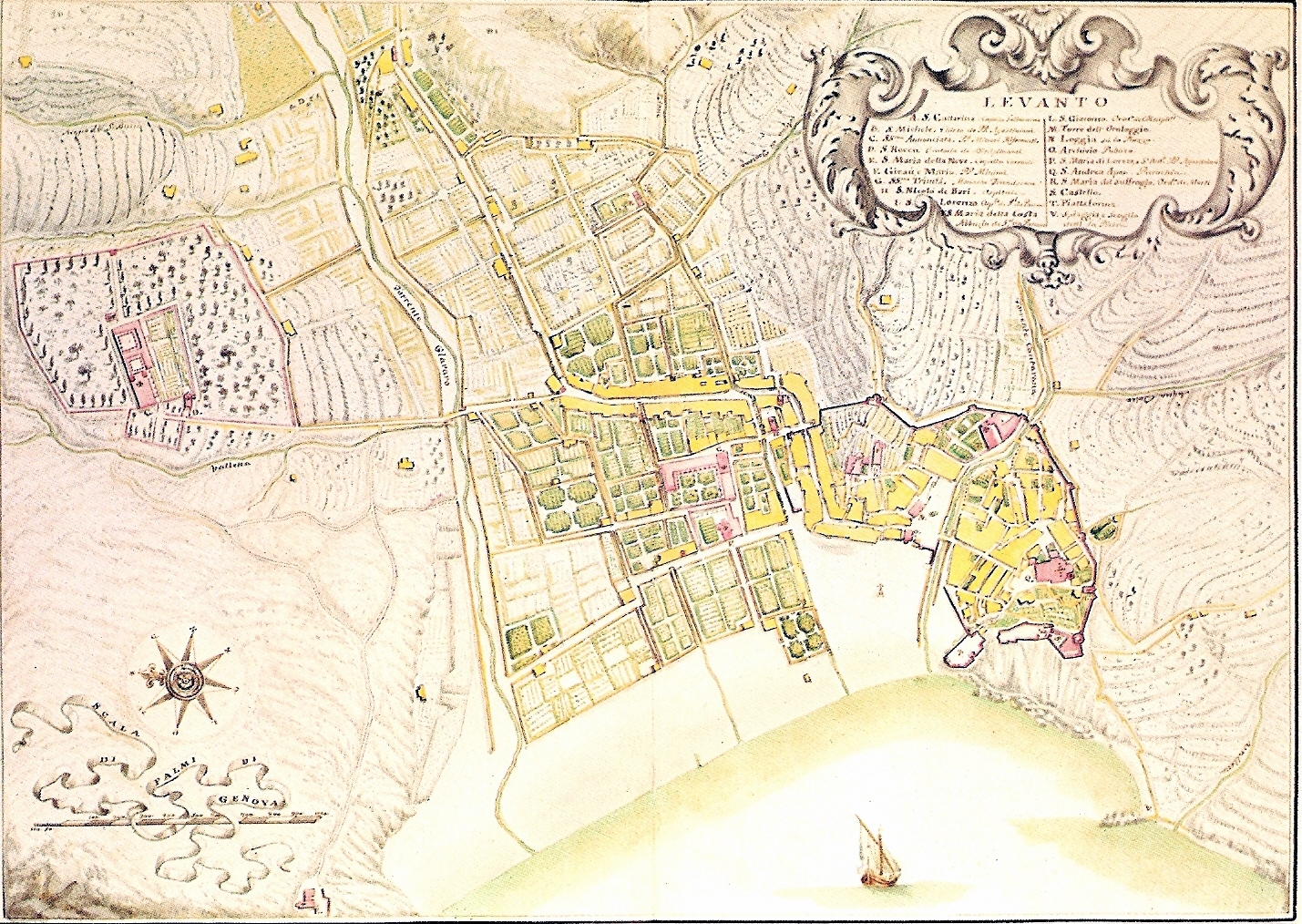
Levanto (1773)
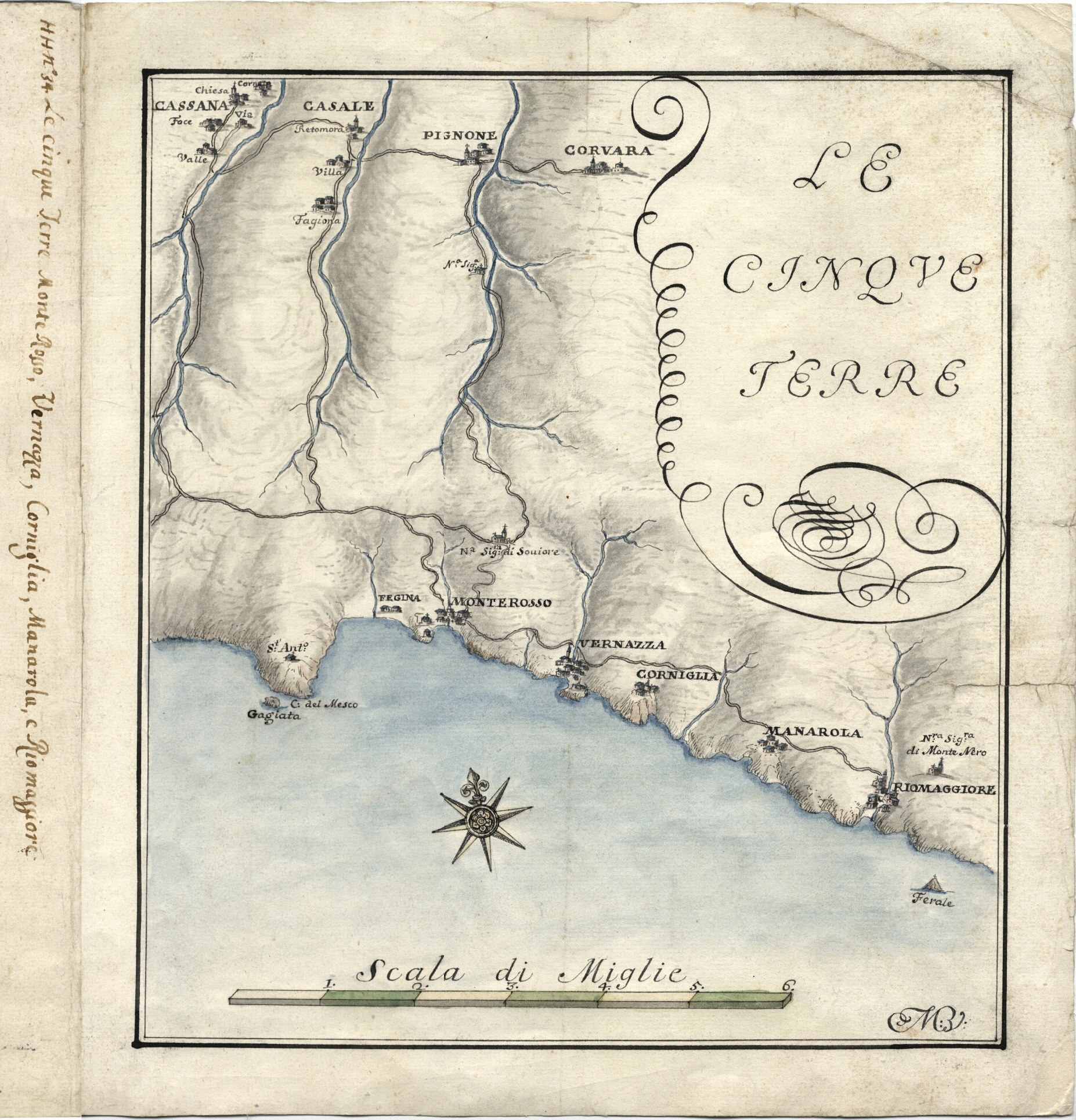
Le Cinque Terre (1750)